# Los Temerarios
Los Temerarios fueron una agrupación mexicana del género grupero y baladas románticas proveniente de Fresnillo, Zacatecas, México; formado en 1977 por los hermanos Adolfo Ángel y Gustavo Ángel Alba. Durante sus primeros años fueron conocidos como Conjunto La Brisa.

## Biografía
Formados en la Colonia José María Morelos en el estado de Zacatecas, durante sus primeros años, se presentaron con el nombre de Conjunto La Brisa, para más tarde, pasarse a llamar con su nombre oficial que se mantiene hasta el día de hoy. El nombre de Los Temerarios se debió a que Adolfo leía el cómic del personaje Kaliman y al reverso venía un personaje que aparecería como "El Fugitivo Temerario" y es ahí cuando surge el cambio de nombre a Los Temerarios.
Este grupo han grabado más de 20 álbumes y han sido galardonados con nominaciones y premios múltiples que incluye dos nominaciones al Grammy, un Grammy Latino, un Premio Lo Nuestro a la excelencia y el premio Lifetime Achievement Award (A la Trayectoria) de los Premios Billboard de la música Latina. En el año 2016, fueron introducidos al Pabellón de la Fama de los Compositores Latinos.
Hasta el día de hoy Los Temerarios tienen múltiples récords de asistencia en diferentes partes de México, Estados Unidos, Centro y Sudamérica en sus extensas giras donde llegaron a reunir a más de 140 mil personas. Fue el primer grupo del género mexicano en presentarse en el festival de Viña del Mar en Chile en la cual ganaron 7 premios entre ellos La Gaviota de Plata.
Los Temerarios son reconocidos por tener grandes éxitos en los primeros lugares de popularidad en México, Estados Unidos, Centro y Sud América tales como "Tu Infame Engaño", "Ven Porque Te Necesito", "Te Quiero", "Mi Vida Eres Tú", "Como Te Recuerdo", "Tú Última Canción", "La Mujer de Los Dos", "Una Lagrima No Basta", "Una Guitarra Llora", "Ahí Estaré Yo", "Mi Alma Reclama", "Eres Un Sueño", "Una Tarde Fue" solo por mencionar muchos de sus innumerables éxitos en 48 años de trayectoria en sus 23 producciones discográficas.
En 1992 se aventuran a filmar la película "Sueño y Realidad", donde tocan temas muy fuertes en ésa época como el alcoholismo y la drogadicción, la cual tuvo muy buena respuesta, siendo protagonizada por los hermanos Araiza, Laura Flores, y otros actores más. En 1996 se aventuran a hacer su segunda película "La Mujer de Los Dos", la cual es una de las películas más recordadas de los años 90, en la cual participan actores como Wolf Rubiskin, Roberto Palazuelos, Elizabeth Kats, Arianne Pellicer y otros más. 
Cabe destacar que esta agrupación fue la primera en introducir música de mariachi al sonido Grupero. De la cual muchos grupos intentaban copiarse para ser como Los Temerarios, la primera canción que sonó con ese estilo fue Mi Vida Eres Tu y hasta el día de hoy es un estilo que se identifica fácilmente de esta agrupación zacatecana.
En el primer Grammy Latino de 2000, recibieron el premio de Mejor Álbum grupero con su disco "En la madrugada se fue".  En el año 2005, recibieron el Lifetime Achievement Award en los Premios Lo Nuestro 2005. El premio mencionado sólo ha sido dado a los exponentes máximos de la historia de la música latina.  De modo parecido, en el año 2010, Los Temerarios han recibido el Lifetime Achievement Award de los Premios Billboard de la música Latina celebrado en Puerto Rico por haber cumplido 30 años de carrera, y en el año 2012, Los Temerarios han recibido su estrella en el Paseo de la Fama de Las Vegas, Nevada.
En 2022, Gustavo y Adolfo Ángel anunciaron el regreso a los escenarios de la agrupación, iniciando en febrero de 2023 una gira por Estados Unidos.
El 28 de agosto de 2023, se anunció el retiro de los escenarios, tras 46 años de carrera. Actualmente, llevan a cabo la gira "Hasta Siempre", programada para abarcar diversas regiones de México, Estados Unidos, Centro y Sudamérica en el presente año y en 2024.
En este 25 de enero de 2025 el hermano de Adolfo Ángel Alba acaba de salir de la agrupación ahora se lanza como solista Gustavo Ángel Alba

## Discografía

### Álbumes de estudio
- 1980 – "Historia de Amor / Vive Feliz"

- "Lucerito / Muñequita Linda"
(Dos Discos Sencillos de 45rpm)
- 1983 – "Los 14 Grandes éxitos De Los Temerarios"
- 1984 – Los Temerarios En La Alturas
- 1985 – Cumbias Y Norteñas
- 1986 – Pero No
- 1987 – Fue Un Juego
- 1988 – Incontenibles
- 1989 – Internacionales y Románticos
- 1990 – Creo Que Voy a Llorar"
- 1992 – Mi Vida Eres Tu
- 1992 - "Nuestras Canciones Vol. 1" (Versiones Instrumentales)
- 1993 – Tu Ultima Canción
- 1994 - "En Concierto, Vol. 1"
- 1995 – Camino del Amor
- 1996 - "Nuestras Canciones Vol. 2"

(Versiones Instrumentales)
- 1997 - "En Concierto, Vol. 2"
- 1998 – Como Te Recuerdo
- 2000 – En La Madrugada se Fue
- 2002 – Una Lágrima No Basta
- 2004 – Veintisiete
- 2007 - Recuerdos Del Alma
- 2008 – Si Tú Te Vas
- 2010 – Evolución de Amor
- 2012 – Mi Vida Sin Ti
- 2019 – Sinfonico

### Compilados y Álbumes en vivo
- 1992 - "15 Super Éxitos Vol. 1"
- 1992 - "15 Super Éxitos Vol. 2"
- 1999 – 15 Éxitos Para Siempre
- 2001 – Baladas Rancheras, Joyas, Vol. 1.
- 2002 - Joyas, Vol. 2.
- 2003 – Tributo al Amor
- 2004 – Regalo de Amor
- 2005 – Sueño de Amor
- 2005 - Poemas Canciones y Romance, Vol. 1
- 2005 - Poemas, Canciones y Romance, Vol. 2
- 2012 – 20 Kilates
- 2012 – 30 Aniversario
- 2012 – Iconos 25 Éxitos
- 2015 – Los Temerarios La Colección Completa
- 2020 – Los Temerarios Esencial